# Bawdeswell
Bawdeswell is een civil parish in het bestuurlijke gebied Breckland, in het Engelse graafschap Norfolk met 828 inwoners.